# پوسانیاس (جغرافی‌دان)
پوسانیاس نویسنده و جغرافیدان یونانی و اهل لیدیه است که در سدهٔ دوم میلادی زندگی می‌کرد. کتاب معروف او به نام وصف یونان در ده جلد که جغرافیای تاریخی نواحی مختلف یونان را در بر دارد، مشهور است. گواهی پوسانیاس مبنی براین که مغان ایرانی دارای کتاب بودند و به گاه دعا از روی آنها سرودهای نیایشی را می‌خواندند، پندار پژوهندگانی را که با اتکاء به اقوال نویسندگان موخرتری چون ازنیک و باسیل قدیس دربارهٔ قدمت اوستا گمان برده‌اند، می شکند.